# Лауристин, Ольга Антоновна
О́льга Анто́новна Ла́уристин (эст. Olga Lauristin, урожд. Кю́ннапуу (эст. Künnapuu), 28 апреля 1903, Колькская волость, Эстляндская губерния, Российская империя — 25 июня 2005, Тарту, Эстония) — советский партийный, государственный и политический деятель, эстонская революционерка, бывший народный комиссар и министр социального обеспечения ЭССР (1944—1947) и министр кинематографии ЭССР (1947—1951).

## Биография
Ольга Лауристин родилась 28 апреля 1903 года в Колькской волости Эстляндской губернии, Российской империи. Её отец, Антон Кюнапуу, работал преподавателем в Колгаской волостной школе. В 1916 году Ольга поступила в Ревельскую русскую казённую гимназию, потом перевелась в Таллинскую коммерческую женскую гимназию.

### Политика
Политической деятельностью Ольга Кюнапуу начала заниматься ещё гимназисткой, вступив в 1920 году в эстонскую рабочую партию. После окончания гимназии в 1922 году собиралась продолжить учёбу в Советской России. Но не получив одобрения в Коммунистической партии, осталась в Эстонии. По заданию партии поступила на философский факультет Тартуского государственного университета. В 1922 году была одним из основателей Социально-философского студенческого общества, члены которого принимали участие в работе профсоюзных молодёжных комиссий и других рабочих организаций.
В 1923 году Центральным Комитетом Компартии Эстонии была направлена в Эстонскую независимую социалистическую рабочую партию, где проводила работу по её переходу в легальную рабочую партию. Партия стала работать под руководством КПЭ и полностью перешла на сторону фракции «Единый фронт», получившей на выборах в Рийгикогу десять мест (участники рабочего движения баллотировались от этой партии).
Летом того же года Кюнапуу была одним из руководителей первой всеэстонской конференцией женских комиссий, а 7 ноября выступала на митинге-концерте в таллинском Доме пожарников, посвящённому шестой годовщине Октябрьской революции. Этот митинг организовывал Центральный совет рабочих Союзов.
21 января 1924 года, находясь в «Рабочем подвале» на собрании коммунистов, была арестована полицией. На «Процессе 149 коммунистов», который был завершён 27 ноября, Кюнапуу назвала себя коммунисткой и была приговорена к пожизненной каторге. В 1925 году получила 6 лет каторги её мать, носившая заключённым еду, а её младшая дочь и сын отправлены в детский дом.
Ольга Кюнапуу была освобождена в 1938 году по всеобщей амнистии. В 1939 году вышла замуж за Йоханнеса Лауристина, участника рабочего движения, позднее ставшего председателем Совета народных Комиссаров ЭССР. Принимала участие в событиях 1940 года в Эстонии. Была избрана депутатом в Государственную думу 2-го созыва по списку избирательного блока «Союз трудового народа Эстонии», а в период провозглашения новой власти избрана секретарём парламента.
В июне 1940 года была назначена заместителем главного редактора газеты «Рахва Хяэль» («Голос народа») и одновременно — секретарём Центрального Комитета Компартии Эстонии по культуре и женским организациям. Осенью того же года возглавила управление по делам литературы и издательств. В январе 1941 года избрана депутатом Верховного ЭССР и членом Центрального Комитета КПЭ.

### В советском тылу
В начале войны вместе с дочерью эвакуировалась в тыл. Муж, Йоханнес Лауристин, погиб при эвакуации из Таллина в августе 1941 года. В тылу О. Лауристин стала ответственным редактором радиопередач на эстонском языке Всесоюзного радиокомитета. Кроме того, при содействии советского правительства она руководила изданием литературы на эстонском языке в Москве, а с мая по октябрь 1944 года — в Ленинграде.
По неполным данным, с осени 1941 по октябрь 1944 года в советском тылу на эстонском языке было опубликовано 193 книги и брошюры (общий тираж — 747 800 экземпляров). В частности, было опубликовано шесть номеров альманаха литературы и искусства «Сыясарв» («Боевой рог»), а также целый ряд произведений эстонских писателей. Среди них — «В огне и в крови» (1942) «Путь исполинов» (1944) А. Якобсона, «Мститель» (1943) П. Кеэрдо, «Юный герой» (1943) М. Рауда.

### Государственная деятельность
После возвращения в Эстонию в октябре 1944 года Ольга Лауристин была назначена народным комиссаром (с 1946 — министром) социального обеспечения республики, на этой должности находилась три года. С 1947 по 1951 год была министром кинематографии Эстонской ССР.
В декабре 1950, после мартовского пленума ЦК КПЭ по «разоблачению буржуазных националистов», был исключён из партии и арестован муж Ольги Хендрик Аллик (они поженились в июне 1945 года), ранее занимавший пост заместителя председателя Совета Министров. В августе 1950 Лауристин была обвинена в том, что руководит министерством «канцелярски-бюрократически». В январе 1951 её сняли с поста министра, а через год исключили из партии. Когда в июле 1952 года секретарь партийной коллегии направил циркуляр начальнику архивов, запросив компрометирующий материал, такового не нашлось. В сентябре 1953 года была восстановлена в партии.
После восстановления в партии работала председателем Президиума Эстонского общества дружбы и культурных связей с зарубежными странами. С 1961 по 1989 год возглавляла Эстонское отделение Советского Фонда Мира.
В последние годы жила в Тарту, до конца дней оставалась верна идеалам своей юности. Пережившая свой век, в последний год была признана старейшей долгожительницей своего города.
Скончалась 25 июня 2005 года на 103-м году жизни.